# Med liv och lust
Med liv och lust (engelska: Love Hurts) är en brittisk dramakomedi som sändes mellan 1992 och 1994 på BBC One. Serien var skapad av Laurence Marks och Maurice Gran med huvudroller spelade av Adam Faith, Zoë Wanamaker och Jane Lapotaire.